# St. Johannes Baptist (Krumbach)

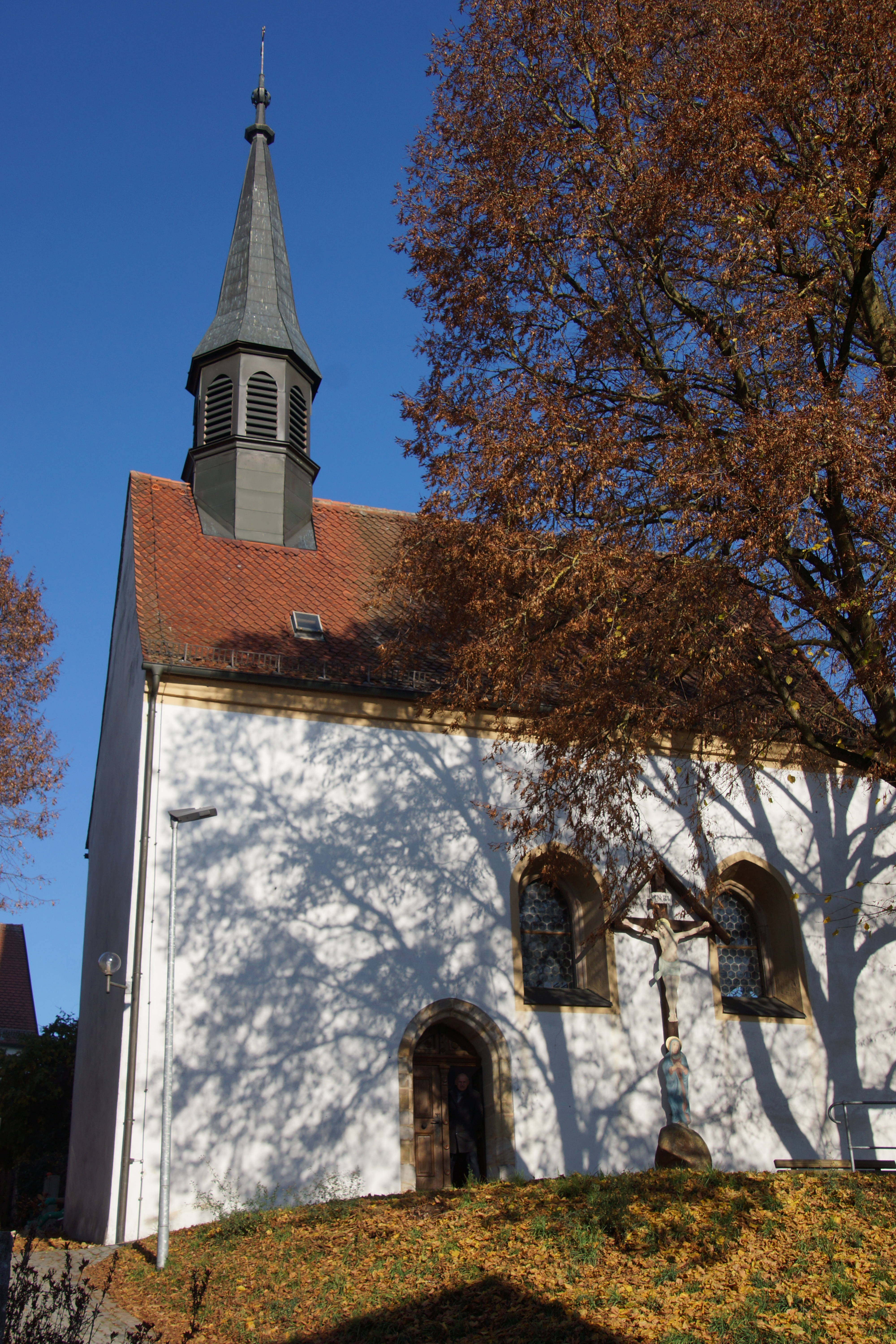
St. Johannes Baptist (Krumbach)

Die römisch-katholische, denkmalgeschützte Filialkirche St. Johannes Baptist steht in Krumbach, einem Ortsteil der kreisfreien Stadt Amberg im Landkreis Amberg-Sulzbach in der Oberpfalz. Die Kirche gehört zum Bistum Regensburg. Das Bauwerk ist unter der Denkmalnummer D-3-61-000-411 als Baudenkmal in die Bayerische Denkmalliste eingetragen.

## Beschreibung
Die im Kern romanische Saalkirche besteht aus einem Langhaus und einer eingezogenen, halbrund geschlossenen Apsis im Osten. Sie wurde im 17. Jahrhundert umgestaltet. Aus dem Satteldach des Langhauses erhebt sich im Westen ein achteckiger Dachreiter, der den Glockenstuhl beherbergt und mit einem spitzen Helm bedeckt ist.
Der Innenraum des Langhauses ist mit einer Holzbalkendecke überspannt, auf der im 18. Jahrhundert ein Marienbildnis aufgetragen wurde. Zur Kirchenausstattung gehört ein um 1700 gebauter Hochaltar aus Stuckmarmor. Auf seinem Altarretabel ist der heilige Sebastian dargestellt.